# Ortegal (Comarca)
Die Comarca Ortegal ist eine Verwaltungseinheit Galiciens im Nordwesten von Spanien. Die Einwohner leben auf einer Fläche von 392,16 km², was 1,33 % der Fläche Galiciens entspricht.

## Gemeinden
| Gemeinde        | Einwohner (2024) | Fläche km² | Dichte Einw./km² | Cod INE | Postleitzahl |
| --------------- | ---------------- | ---------- | ---------------- | ------- | ------------ |
| Cariño          | 3.691            | 47,20      | 78               | 15901   | 15360        |
| Cerdido         | 1.004            | 52,72      | 19               | 15025   | 15530        |
| Mañón           | 1.223            | 82,21      | 15               | 15044   | 15339        |
| Ortigueira      | 5.418            | 210,03     | 26               | 15061   | 15330        |
| Comarca Ortegal | 11.336           | 392,16     | 29               | –       | –            |